# Classe Vanguard (navire de ligne)
 (mars 2024).
Si vous disposez d'ouvrages ou d'articles de référence ou si vous connaissez des sites web de qualité traitant du thème abordé ici, merci de compléter l'article en donnant les références utiles à sa vérifiabilité et en les liant à la section « Notes et références ».
Pour les articles homonymes, voir Classe Vanguard.
La classe Vanguard est une classe de navires de ligne de la Royal Navy construits dans les années 1830 et 1840. Le dernier d'entre eux, le HMS Mars (en), n'a été détruit qu'en 1929.

## Unités de la classe
- Vanguard
- Collingwood
- Goliath
- Superb
- Meeanee
- Centurion
- Lion
- Colossus
- Mars